# NGC 5950
NGC 5950 (również PGC 55305 lub UGC 9884) – galaktyka spiralna z poprzeczką (SBb), znajdująca się w gwiazdozbiorze Wolarza. Odkrył ją Édouard Jean-Marie Stephan 21 czerwca 1882 roku.